# Juan Carlos de la Ossa
Juan Carlos de la Ossa Yunta  (ur. 25 listopada 1976 w Cuence) – hiszpański lekkoatleta specjalizujący się w biegach długodystansowych. Uczestnik letnich igrzysk olimpijskich w Pekinie (2008), brązowy medalista mistrzostw Europy w Göteborgu (2006) w biegu na 10 000 metrów. Siedmiokrotny medalista mistrzostw Europy w biegach przełajowych.

## Finały olimpijskie
- 2008 – Pekin, bieg na 10 000 m – XVII miejsce

## Inne sukcesy sportowe
- dwukrotny mistrz Hiszpanii w biegu na 10 000 m – 2006, 2008
- pięciokrotny mistrz Hiszpanii w biegach przełajowych – 2004, 2005, 2006, 2007, 2008
- 2002 – Medulin, mistrzostwa Europy w biegach przełajowych – złoty medal w drużynie
- 2003 – Paryż, mistrzostwa świata – IX miejsce w biegu na 5000 m
- 2003 – Edynburg, mistrzostwa Europy w biegach przełajowych – srebrne medale w biegu indywidualnym oraz w drużynie
- 2004 – Huelva, mistrzostwa ibero-amerykańskie – brązowy medal w biegu na 5000 m
- 2004 – Heringsdorf, mistrzostwa Europy w biegach przełajowych – srebrny medal w biegu indywidualnym
- 2005 – Barakaldo, Puchar Europy w biegu na 10 000 metrów – 1. miejsce indywidualnie oraz w drużynie[1]
- 2005 – Florencja, superliga pucharu Europy – 1. miejsce w biegu na 5000 m
- 2005 – Helsinki, mistrzostwa świata – XIV miejsce w biegu na 10 000 m
- 2005 – Tilburg, mistrzostwa Europy w biegach przełajowych – srebro w drużynie
- 2006 – Malaga, superliga pucharu Europy – 2. miejsce w biegu na 5000 m
- 2006 – Göteborg, mistrzostwa Europy – brązowy medal w biegu na 10 000 m
- 2006 – San Giorgio su Legnano, mistrzostwa Europy w biegach przełajowych – dwa brązowe medale: indywidualnie oraz drużynowo

## Rekordy życiowe
- bieg na 3000 m – 7:42,16 – Huelva 07/06/2005
- bieg na 5000 m – 13:09,84 – Huelva 20/06/2006
- bieg na 10 000 m – 27:27,80 – Barakaldo 02/04/2005
- bieg na 10 km – 27:55 – Manchester 22/05/2005 (rekord Hiszpanii)
- bieg na 15 km – 43:56 – Massamagrell 08/04/2006
- półmaraton – 1:07:30 – 1999